# Landkreis Chemnitzer Land
Landkreis Chemnitzer Land is een voormalig Landkreis in de Duitse deelstaat Saksen. Het had een oppervlakte van 335,47 km² en een inwoneraantal van 131.431 (31 december 2007).

## Geschiedenis
Bij de herindeling van Saksen in 2008 is het samen met het voormalige Landkreis Zwickauer Land en de voormalige kreisfreie stad Zwickau opgegaan in het nieuwe Landkreis Zwickau.

## Steden en gemeenten
De volgende steden en gemeenten maakten deel uit van het Chemnitzer Land (stand 31-12-2007):
| Steden | Gemeenten                                                                                                |
| --- | --- |
| 1. Glauchau 2. Hohenstein-Ernstthal 3. Lichtenstein 4. Limbach-Oberfrohna 5. Meerane 6. Oberlungwitz 7. Waldenburg | 1. Bernsdorf 2. Callenberg 3. Gersdorf 4. Niederfrohna 5. Oberwiera 6. Remse 7. Schönberg 8. St. Egidien |

In het district liggen ook een aantal Verwaltungsgemeinschäfte, namelijk:
- Verwaltungsgemeinschaft Limbach-Oberfrohna (Limbach-Oberfrohna, Niederfrohna)
- Verwaltungsgemeinschaft Meerane (Meerane, Schönberg)
- Verwaltungsgemeinschaft Waldenburg (Oberwiera, Remse, Waldenburg)
- Verwaltungsgemeinschaft Rund um den Auersberg (Bernsdorf, Lichtenstein, St. Engidien)